# Volujac (Užice)
Pour les articles homonymes, voir Volujac.
Volujac (en serbe cyrillique : Волујац) est un village de Serbie situé sur le territoire de la Ville d'Užice, district de Zlatibor. Au recensement de 2011, il comptait 914 habitants.
Volujac est officiellement classé parmi les villages de Serbie.

## Démographie

### Évolution historique de la population
| 1948  | 1953  | 1961  | 1971  | 1981  | 1991  | 2002  | 2011 |
| ----- | ----- | ----- | ----- | ----- | ----- | ----- | ---- |
| 1 006 | 1 190 | 1 287 | 1 211 | 1 191 | 1 134 | 1 094 | 914  |

|  |